# Latin Fresh
Roberto de los Ríos Reyes (Cidade do Panamá, 15 de março  de 1975) conhecido como Latin Fresh, é um cantor e compositor panamenho.
Ele fez um contrato para gravar três álbuns para a Sony Music, depois de assinar com a Machete Music, assinou outro contrato com a Universal Music Group.

## Biografia
Em 1993, viajou para a cidade de Guaiaquil, no Equador, para continuar seus estudos, mas finalmente abandonou seus estudos para dedicar-se à música. Lá ele participou de duas competições em Batalhas de rap, que ganhou e facilitou a gravação e participação em seu primeiro disco.
Ele marcou sucessos nacionais em 1995, em 1997, ele se mudou para sua cidade natal.